# Haras national de Villeneuve-sur-Lot
Le haras national de Villeneuve sur Lot était un haras national français consacré à l'amélioration des races chevalines et de l'élevage du cheval en France. Il est situé sur la commune de Villeneuve-sur-Lot. 

## Histoire
Le Haras national de Villeneuve a été créé par décret impérial de Napoléon Bonaparte le 4 juillet 1806. Il reste en fonctions jusqu'en 1832, où une réduction budgétaire conduit à sa fermeture temporaire. Sa réouverture est votée par le conseil municipal en 1845. Le haras est re-créé à l'emplacement du couvent des Cordeliers, de nombreux nouveaux bâtiments étant édifiés en 1845. Quatre rues sont percées pour en favoriser l'accessibilité. 
Les dernières constructions remontent à 1998, et comprennent notamment la salle de réunion d'une capacité d'une centaine de personnes, ainsi qu'un d’un atelier de forge et des vitrines pour les véhicules hippomobiles de collection.
En novembre 2015, l'Institut français du cheval et de l'équitation (IFCE) annonce que ce haras sera mis en vente en janvier 2016, faute d'avoir développé des activités pérennes. Un contentieux entre l'IFCE et la ville de Villeneuve sur Lot porte alors sur la propriété du haras national, le Conseil d’État étant saisi en cassation notamment pour obtenir l'expulsion de la Communauté d’agglomération du Grand Villeneuvois (CAGV), installée dans les locaux du haras national (la « maison du directeur ») depuis 2009. Le 27 octobre 2016, la ville est reconnue comme étant propriétaire de la totalité du site.

## Missions
Le haras de Villeneuve-sur-Lot a désormais comme mission principales la médiation équine thérapeutique, pédagogique et sociale et constitue une implantation locale de l'IFCE en Nouvelle Aquitaine. Il organise chaque année le Salon professionnel de la traction équine en Lot-et-Garonne.